# Mine de Murcki
 (mars 2025).
La mine de Murcki est une mine souterraine de charbon située à Katowice en Pologne.